# Suicide Is Painless
Suicide Is Painless (deutsch: „Suizid ist schmerzlos“) ist Titelsong der M*A*S*H-Fernsehserie und des gleichnamigen Kinofilms. Das Lied wurde von dem amerikanischen Songschreiber und Jazzmusiker Johnny Mandel komponiert.

## Geschichte und Textaussage
Der Text zu diesem populären Lied von Johnny Mandel wurde vom damals vierzehnjährigen Mike Altman, dem Sohn von Robert Altman, verfasst. Robert Altman war Regisseur des Films MASH. Er berichtete später in der Tonight Show Starring Johnny Carson, dass sein Sohn wohl mehr als eine Million US-Dollar für die Mithilfe beim Titelsong erhalten hatte, er hingegen nur 70.000 für die Regie des Filmes.
Der Songtext beschreibt aus der Ich-Perspektive die Möglichkeit, Suizid als Ausweg wählen zu können oder auch nicht. Es gibt neben der Interpretation als melancholische Weltsicht eines Pessimisten auch die Ansicht, dass ein Mensch, der sich der Schrecken des Krieges bewusst ist und für den es einfach wäre, sich diesem durch Suizid zu entziehen, es trotzdem nicht tut: Weil er nicht aufgeben will, weil er gebraucht wird, weil dieser Ausweg zu leicht ist, weil er noch Kraft übrig hat und es deshalb noch nicht tun wird. Der Inhalt der Serie, in der die psychischen Belastungen des medizinischen Stabs stets in irgendeiner Form durch die Gemeinschaft und die Unterstützung der Freunde aufgefangen werden, spricht mehr für die letztere Interpretation.
Der Refrain des Liedes lautet:

Suicide is painless,
It brings on many changes,
And I can take or leave it if I please.

„Suizid ist schmerzlos,
er verändert so viel,
und ich kann ihn nach Belieben begehen oder nicht.“

Suicide Is Painless ist während des Vorspanns in MASH zu hören und wird darin von Johnny Mandel selbst gesungen. Als Verbindung vom Song zur Handlung erklärt im späteren Filmverlauf Captain Walter Koskiusko Waldowski, ein Militärzahnarzt, er wolle Suizid begehen. Das Stück wird im Verlauf der Filmhandlung auch von Sergeant Seidman während seines mithilfe seiner Kollegen inszenierten Suizids gesungen. Der Zahnarzt mit dem Spitznamen Painless Pole wird zwar zum Auftakt der Fernsehserie erwähnt, die Figur ist dort aber nicht vertreten.
Das Lied wurde 1970 veröffentlicht, allerdings erst 1980 ein Nummer-eins-Erfolg in Großbritannien. Der späte Erfolg ist dem Diskjockey Noel Edmonds zuzuschreiben, der das Lied während seiner Sendungen bei BBC Radio 1 spielte.

## Cover-Versionen
- Ahmad Jamal nahm 1974 für sein Album Jamalca eine Jazz-Funk-Version des Liedes auf.
- Paul Desmond (Alt-Saxophon) spielte zusammen mit Ed Bickert (E-Gitarre), Ron Carter am Bass und Connie Kay am Schlagzeug auf seinem Album Pure Desmond 1974 eine instrumentale Version des Liedes ein.
- Die Surf-Band The Ventures coverte den Song 1976, zu finden auf der 1996 erschienenen Compilation Tele-Ventures: The Ventures Perform the Great TV Themes.
- Von Bill Evans wurde 1981, nach seinem Tod, das 1977 entstandene Album You Must Believe in Spring veröffentlicht, auf der eine Piano-Trio-Jazzversion des Liedes zu finden ist.
- Die Manic Street Preachers veröffentlichten 1992 eine Charity-Single von Suicide Is Painless für die Organisation „The Spastic Society“. Die Single wurde zu deren erster Top-10-Platzierung in Großbritannien.
- Die Royal Trux komponierten 1993 eine Version für die BBC-John-Peel-Radioshow. Die Version wurde auf einer Compilation der Band veröffentlicht.
- Killarmy entnahmen 1997 ein Sample für ihr Album Silent Weapons For Quiet Wars.
- Marilyn Manson produzierte 2000 eine Cover-Version als Musik zum Horrorfilm Blair Witch 2.
- Twopointeight nahmen für den Sampler TV Sucks im Jahr 2000 eine Punk-Version des Songs auf.
- Matt Costa, Sänger und Songschreiber aus Kalifornien, auf seinem Album: The Elasmosaurus E.P. 2005.
- Kelis interpretierte 2007 den Song auf der Single Lil Star.
- Die französische Band Air nahmen das Lied in einer bearbeiteten Version auf ihrer Compilation Deck Safari auf.
- Die Band Lady & Bird, bestehend aus der französischen Songwriterin Keren Ann und dem isländischen Bandleader Barði Jóhannson (Bang Gang), interpretieren den Song auf dem Album „Lady & Bird“ (2003).
- Der schwedische Musiker Jay-Jay Johanson veröffentlichte im Jahr 2011 auf seinem Album Spellbound eine Cover-Version.
- Grady Tate veröffentlichte 1970 eine Version auf Skye Records.

## Sonstiges
Der Refrain wird ebenso im Zeichentrickfilm Family Guy presents Stewie Griffin – The Untold Story von der Figur „Stewie“ vorgetragen, als dieser betrunken ist. Toby Ziegler in der Fernsehserie The West Wing – Im Zentrum der Macht zitiert den Refrain von Suicide Is Painless in der Folge, als er zum Begräbnis des Präsidenten mit der Air Force One unterwegs ist. Im Comic-Roman Sandman von Neil Gaiman trägt „Element Girl“ das Lied Death vor. Der Künstler Johan Grimonprez verwendet den Song in seinem Video „Dial H-I-S-T-O-R-Y“ (1997), dessen Titelschreibweise zudem derjenigen der Serie M*A*S*H ähnelt.